# Адамова голова (растение)
Ада́мова голова́ — русское народное название ряда растений необычной формы, которым приписывались целебные или волшебные свойства. Название часто встречалось в травниках.
Существовало поверье, что если освятить водой корень адамовой головы, собранный в день Ивана Купала, и положить на или под престол в церкви, а через сорок дней забрать себе, то можно увидеть нечистую силу, чтобы, например, украсть у лешего шапку-невидимку, как считали в Вологодской губернии. Считалось, что если дать выпить настой из этой травы человеку, то он «обличит» «который человек порчен и кто портит».
Полагали также, что адамова голова заживляет раны, облегчает роды, укрепляет мельничные запруды и внушает храбрость. В Пермской губернии его вместе с петровым крестом зашивали в ладанку, которую вешали на шею корове, чтобы защитить от чумы. В Нижегородской губернии адамову голову и петров крест, чтобы уберечься от болезней, зашивали в рубаху по швам или обшивали крест. Охотники окуривали адамовой головой, собранной в день Ивана Купала и хранимой до Великого четверга, пули и силки.
Адамову голову в разных регионах описывали по-разному, соответственно её идентифицируют как:

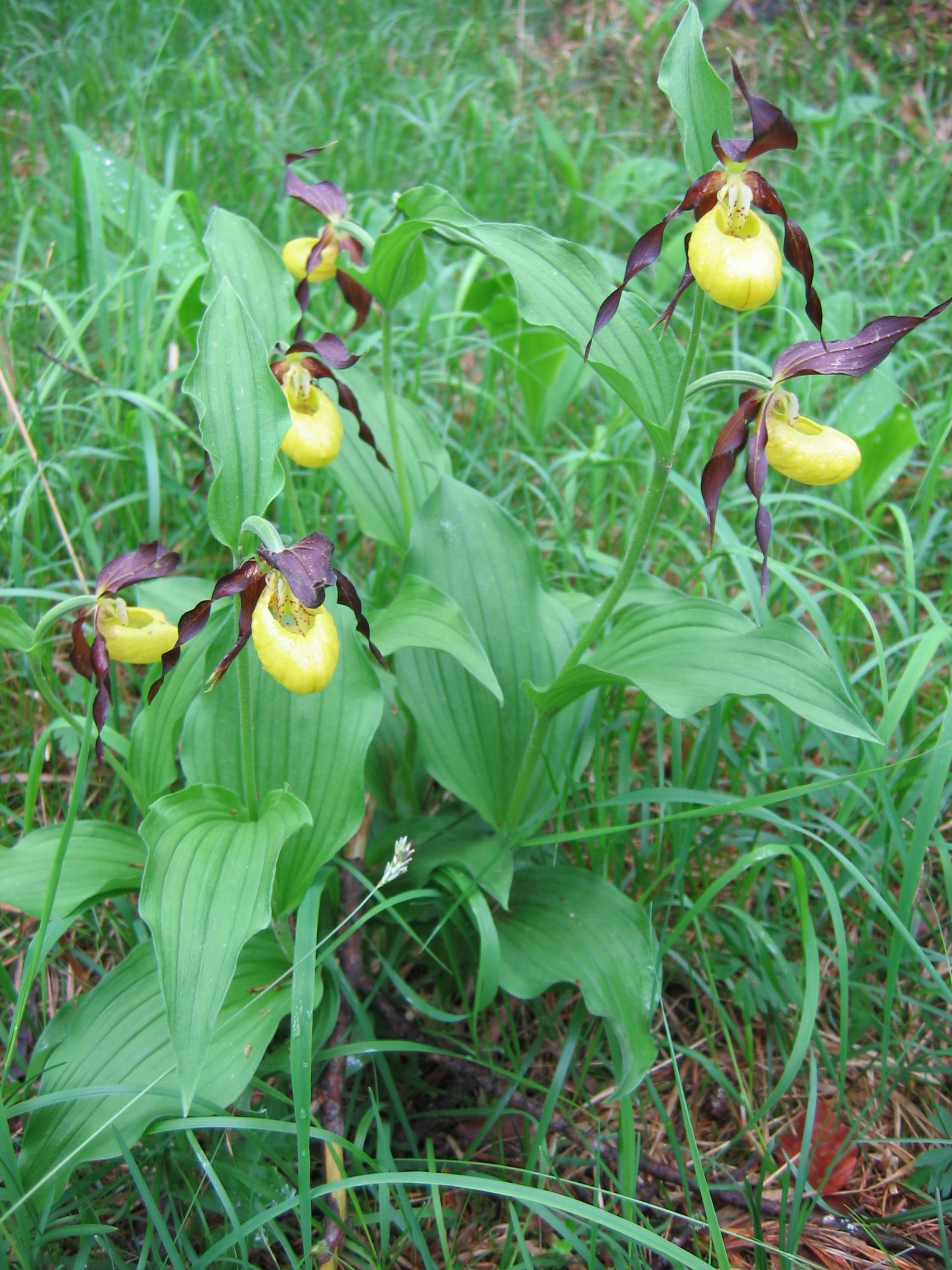
Башмачок настоящий (лат. Cypripedium calceolus) — многолетнее травянистое растение семейства Орхидные[1].
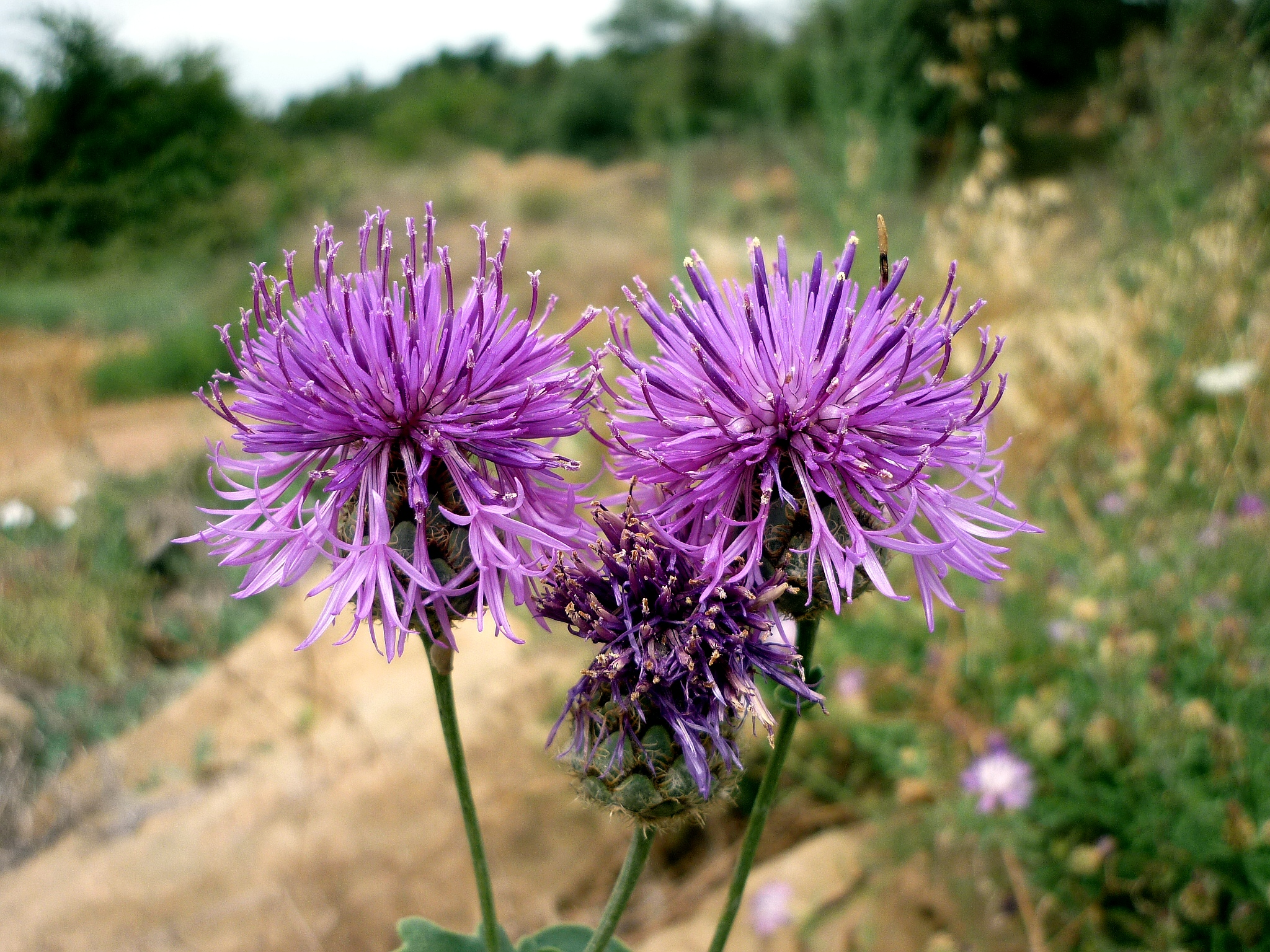
Василёк шероховатый (лат. Centaurea scabiosa) — растение семейства Астровые[3].
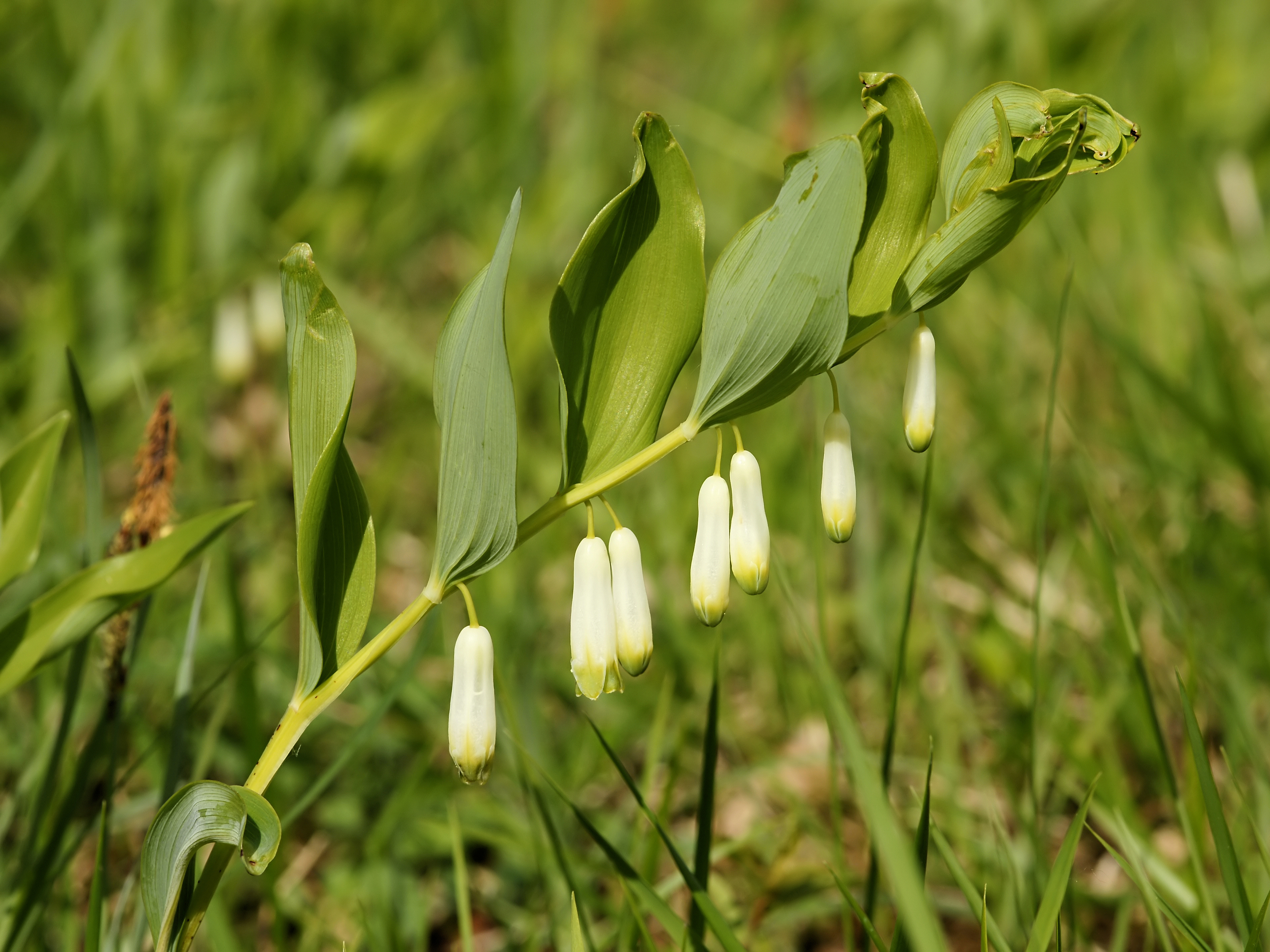
Купена аптечная (лат. Polygonatum odoratum) — многолетнее травянистое растение семейства Иглицевые[4].
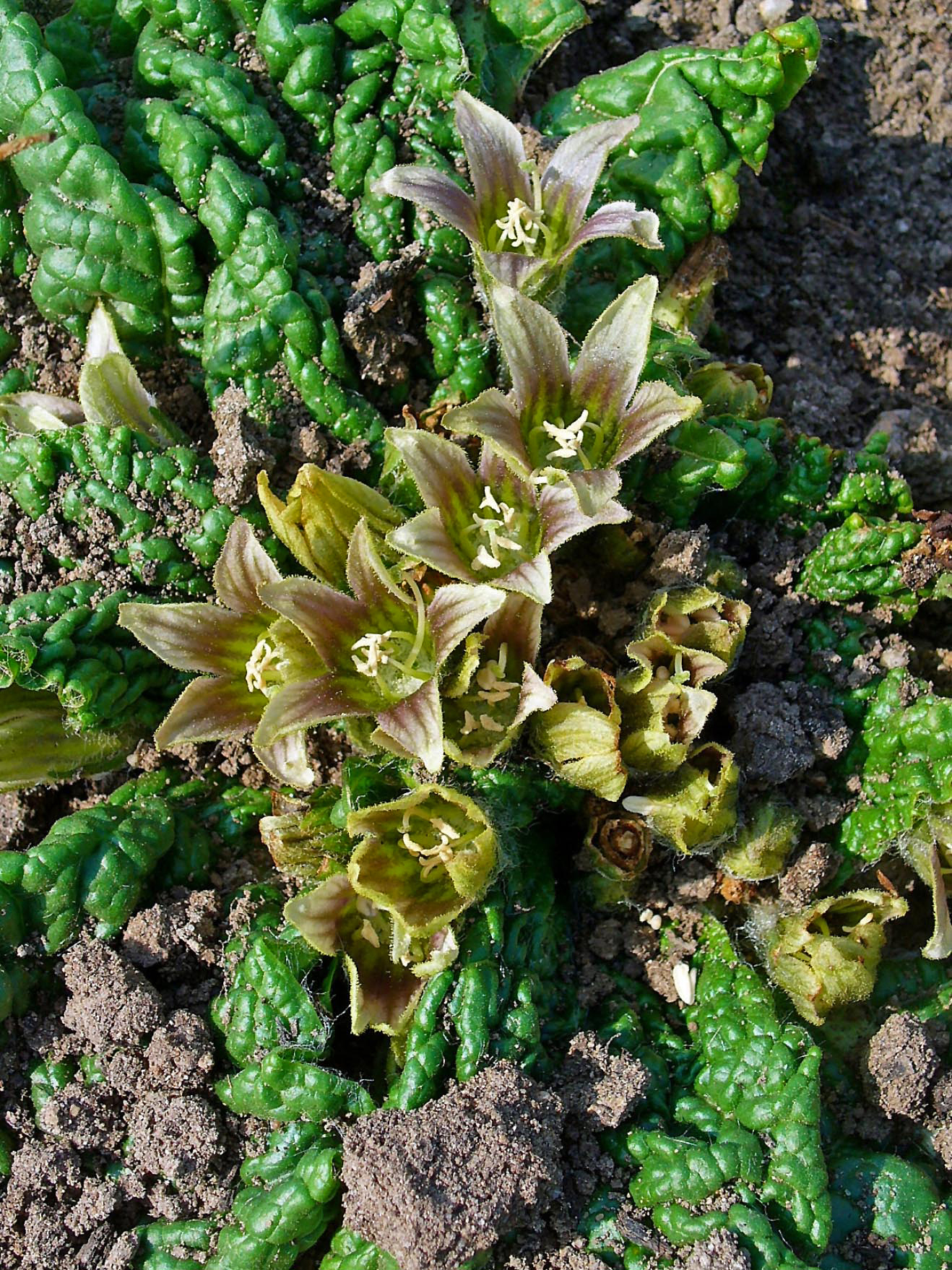
Мандрагора лекарственная (лат. Mandragora officinarum) — многолетнее травянистое растение семейства Паслёновые[3].
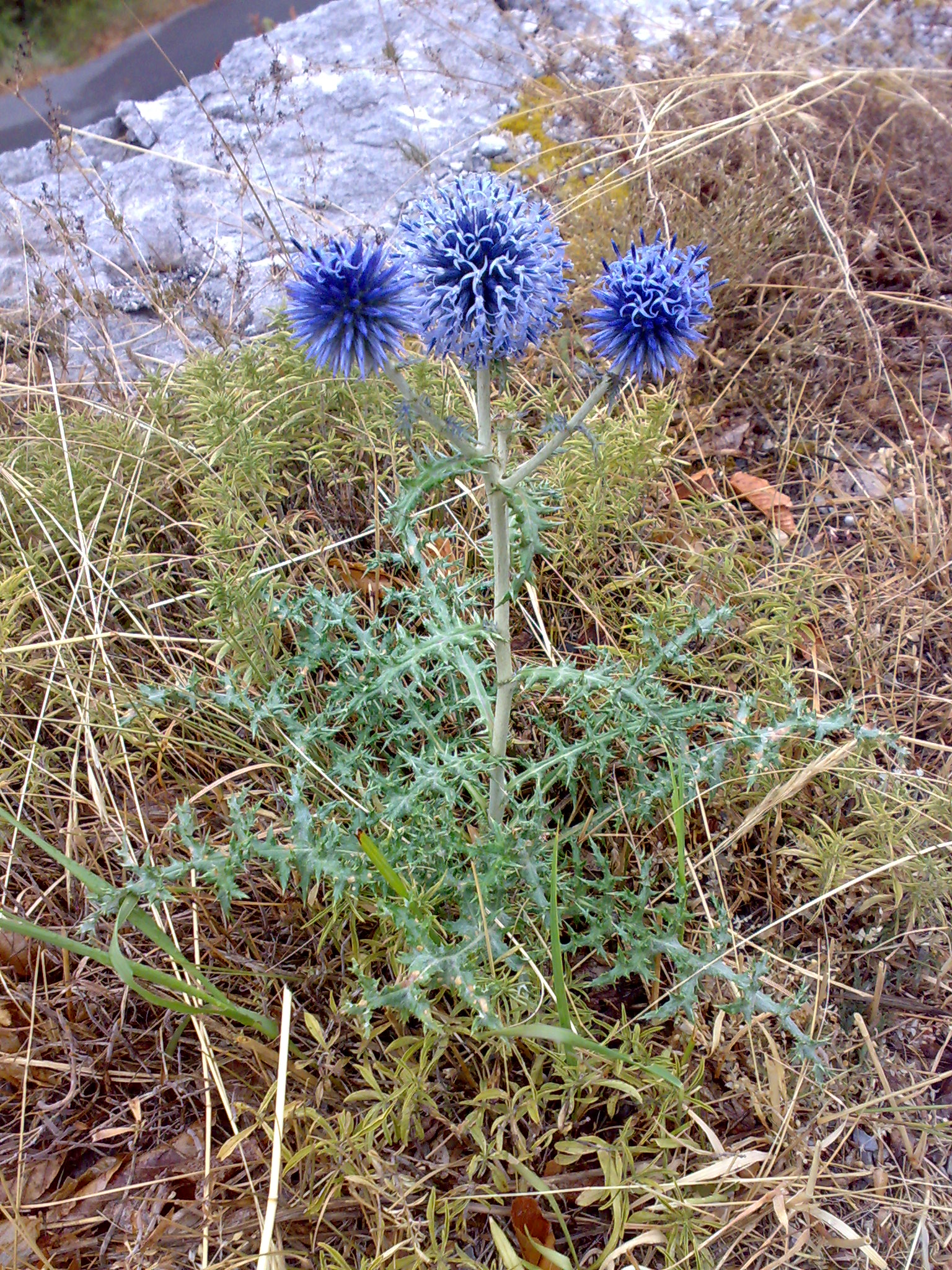
Мордовник обыкновенный (лат. Echinops ritro) — травянистое растение семейства Астровые[1].